# Gastrolobium
Gastrolobium är ett släkte av ärtväxter. Gastrolobium ingår i familjen ärtväxter.

## Bildgalleri

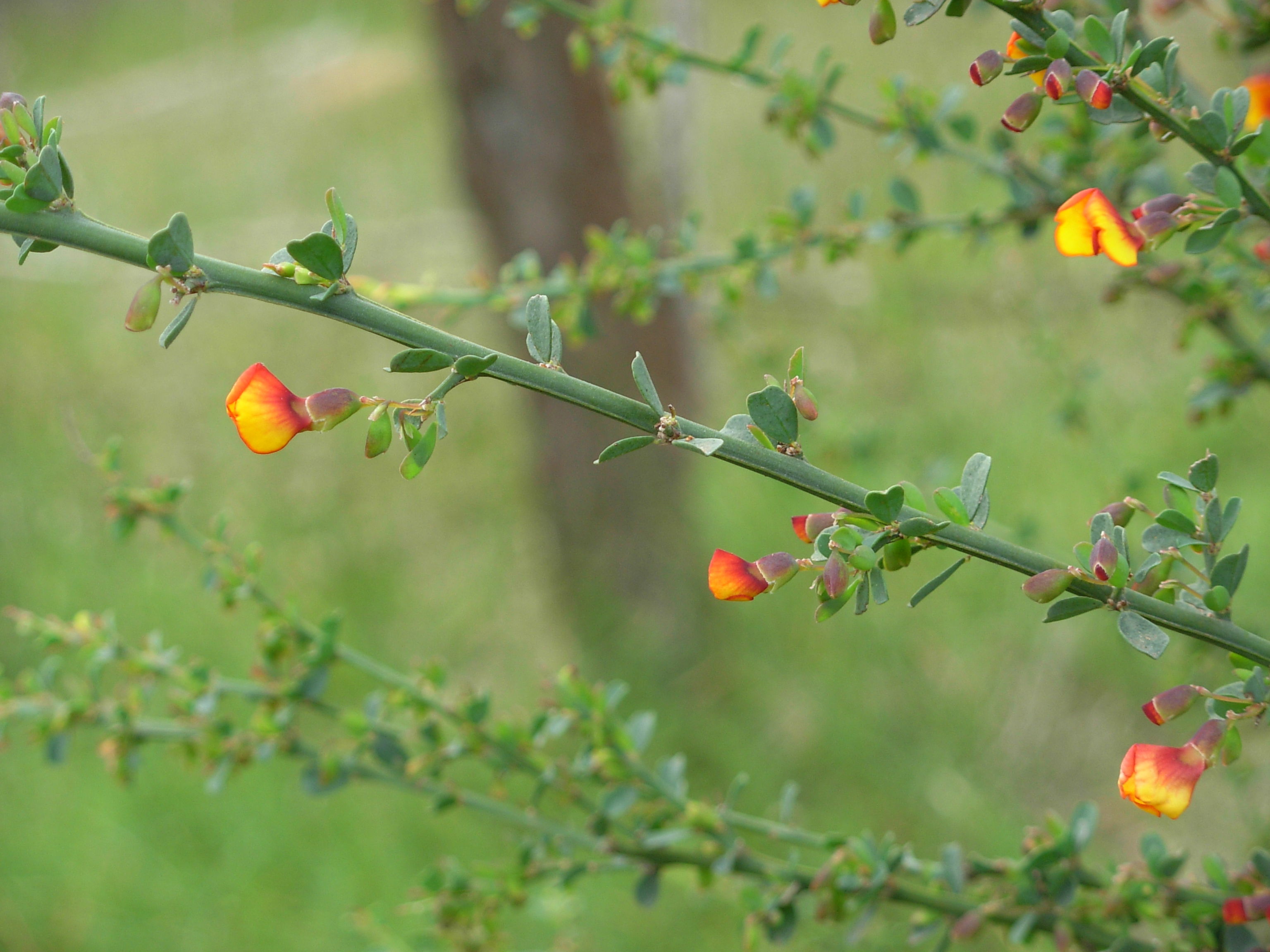
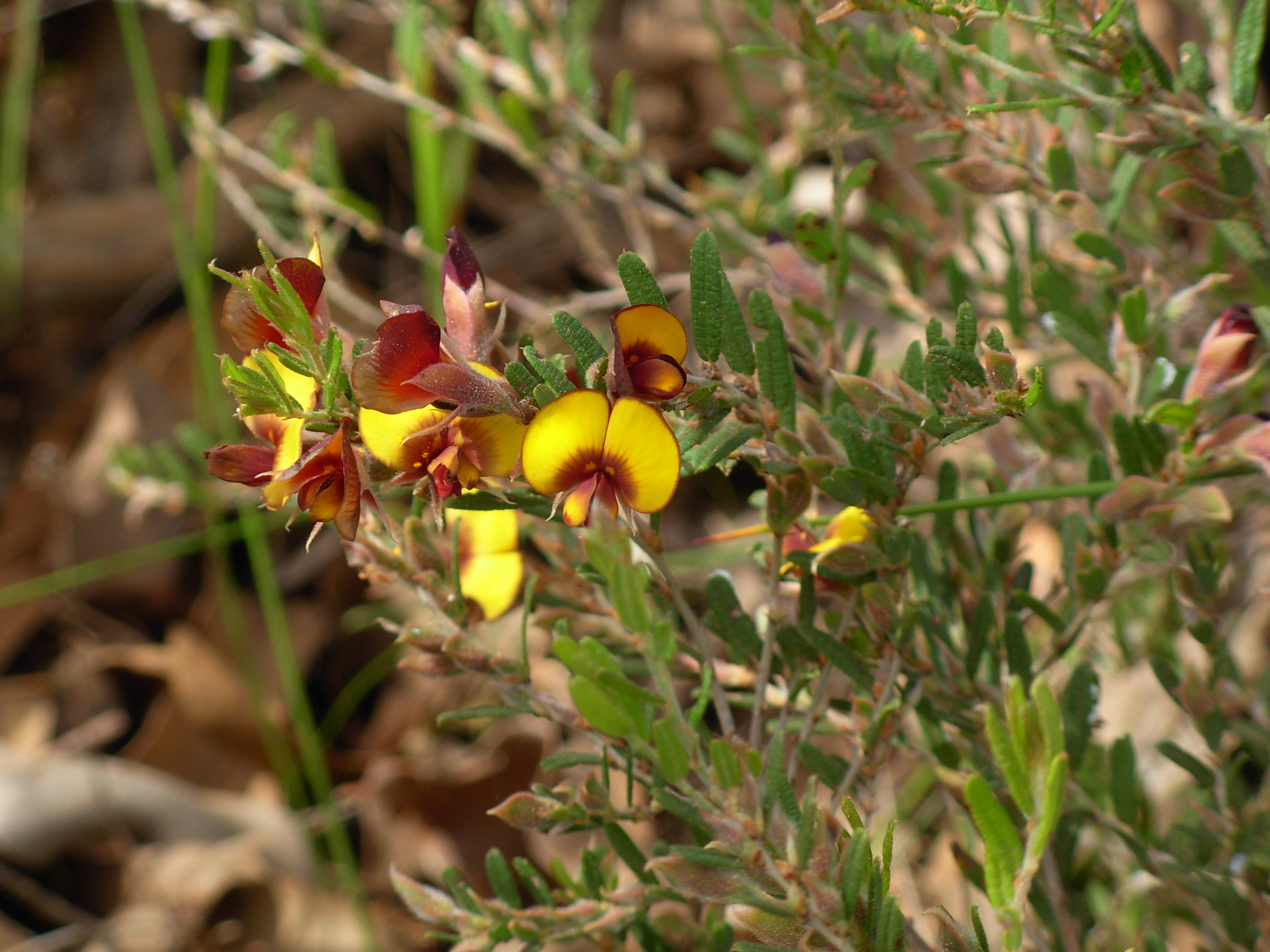
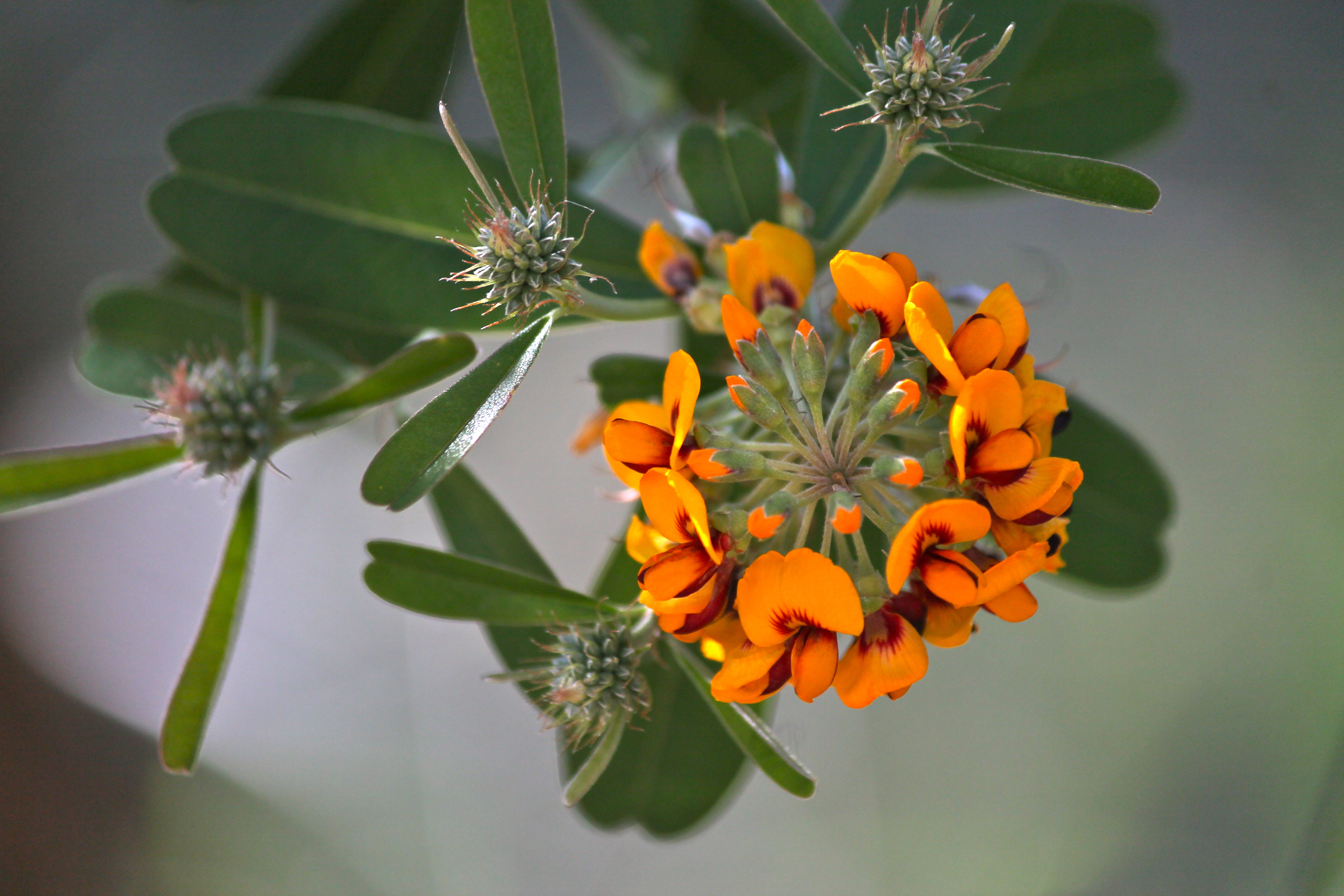
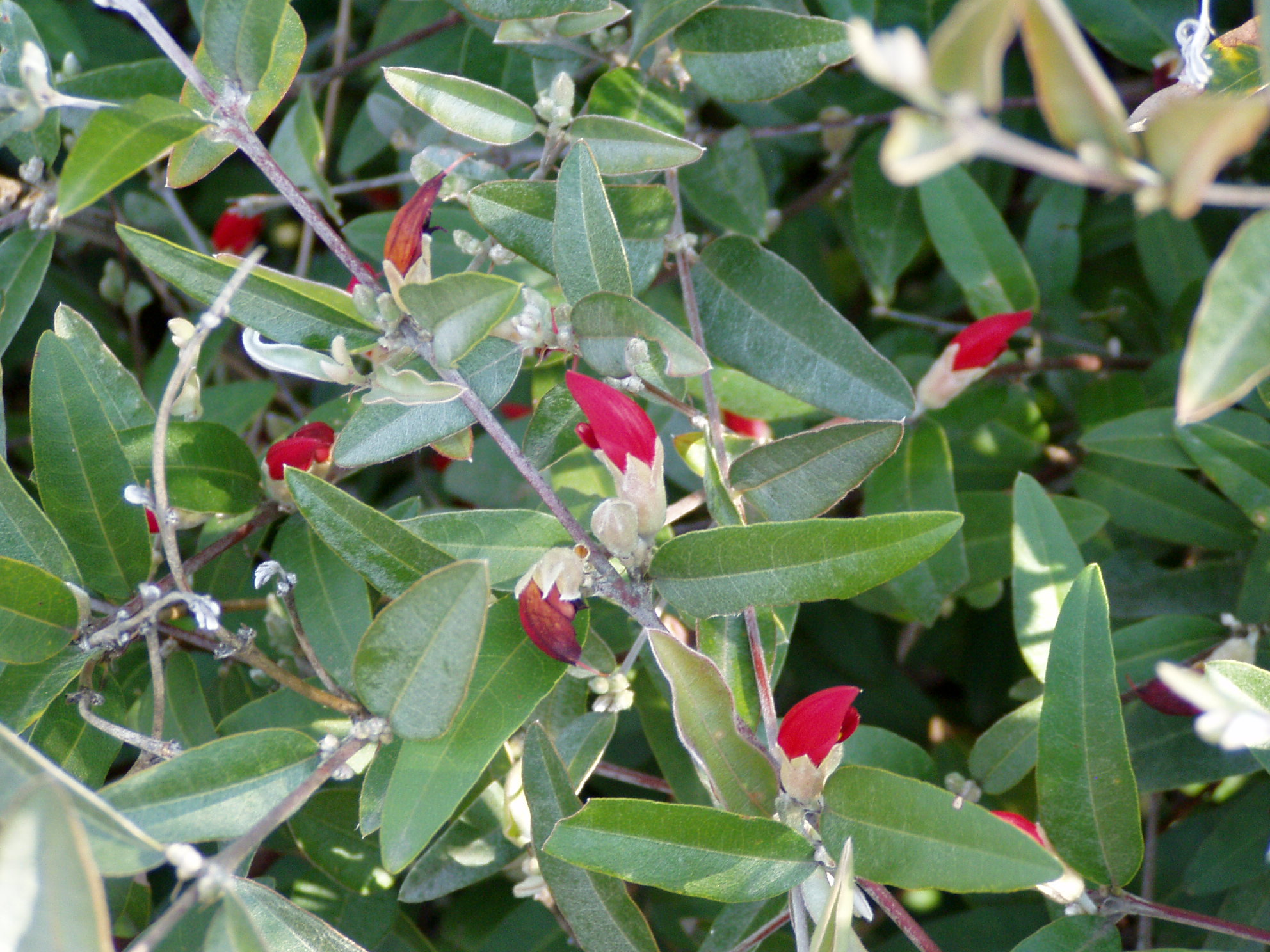
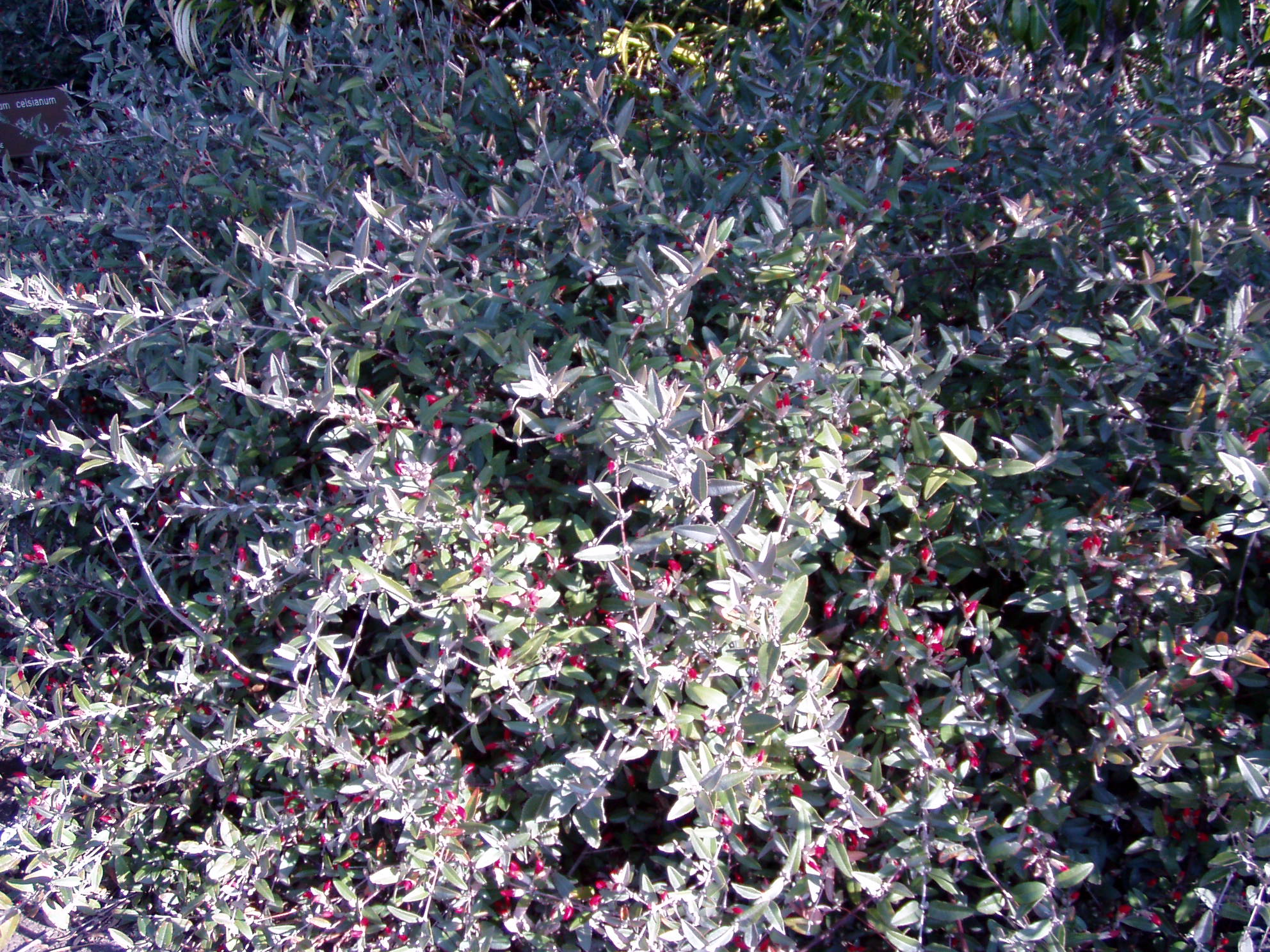
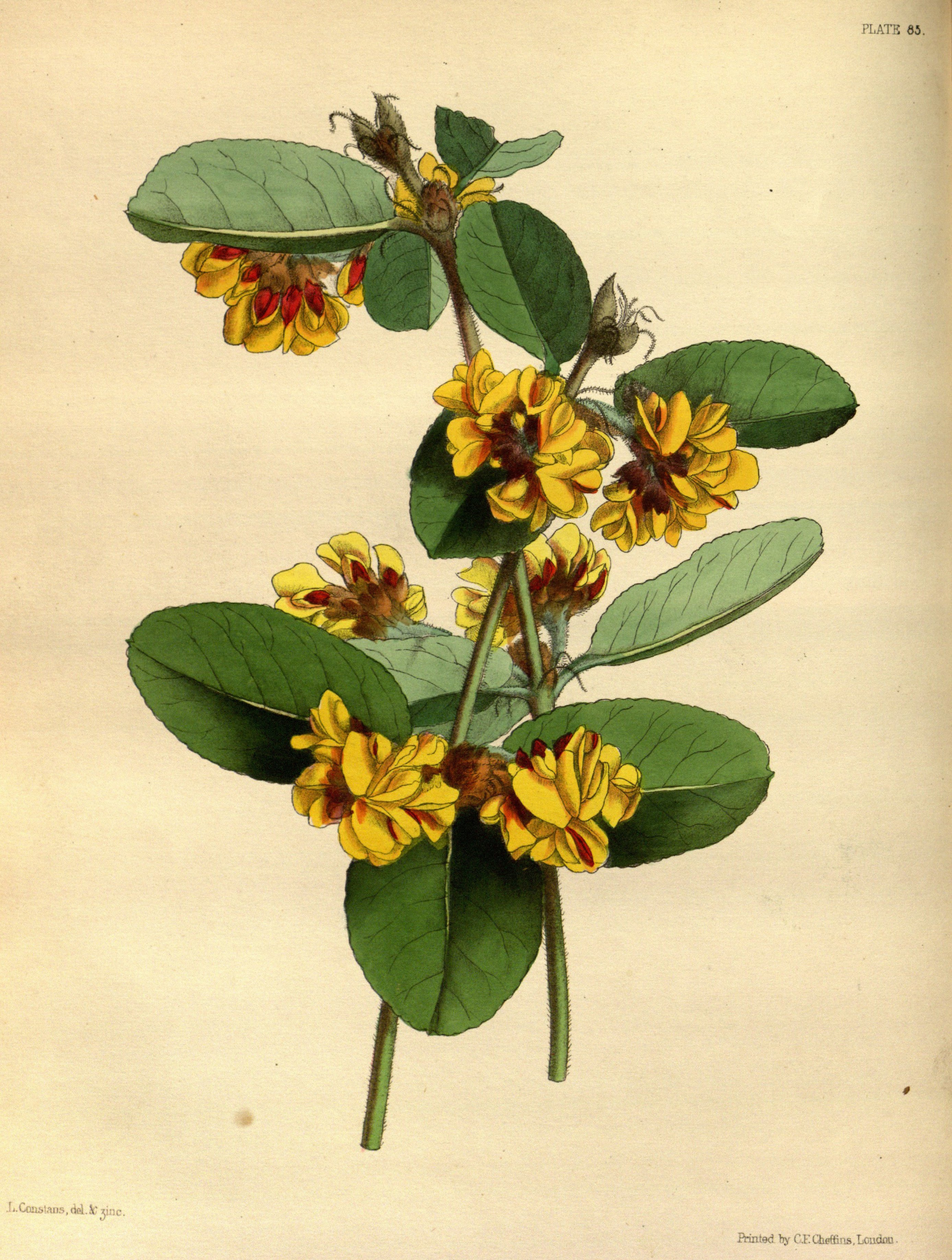

## Dottertaxa tillGastrolobium, i alfabetisk ordning[1]
- Gastrolobium appressum
- Gastrolobium bennettsianum
- Gastrolobium bilobum
- Gastrolobium brevipes
- Gastrolobium calcycinum
- Gastrolobium callistachys
- Gastrolobium calycinum
- Gastrolobium crassifolium
- Gastrolobium densifolium
- Gastrolobium floribundum
- Gastrolobium forrestii
- Gastrolobium glaucum
- Gastrolobium grandiflorum
- Gastrolobium graniticum
- Gastrolobium hamulosum
- Gastrolobium heterophyllum
- Gastrolobium laytonii
- Gastrolobium microcarpum
- Gastrolobium ovalifolium
- Gastrolobium oxylobioides
- Gastrolobium parviflorum
- Gastrolobium parvifolium
- Gastrolobium polystachyum
- Gastrolobium propinquum
- Gastrolobium pycnostachyum
- Gastrolobium racemosum
- Gastrolobium rigidum
- Gastrolobium rotundifolium
- Gastrolobium spectabile
- Gastrolobium spinosum
- Gastrolobium stenophyllum
- Gastrolobium tetragonophyllum
- Gastrolobium tomentosum
- Gastrolobium trilobum
- Gastrolobium velutinum
- Gastrolobium villosum